# 沙欣河

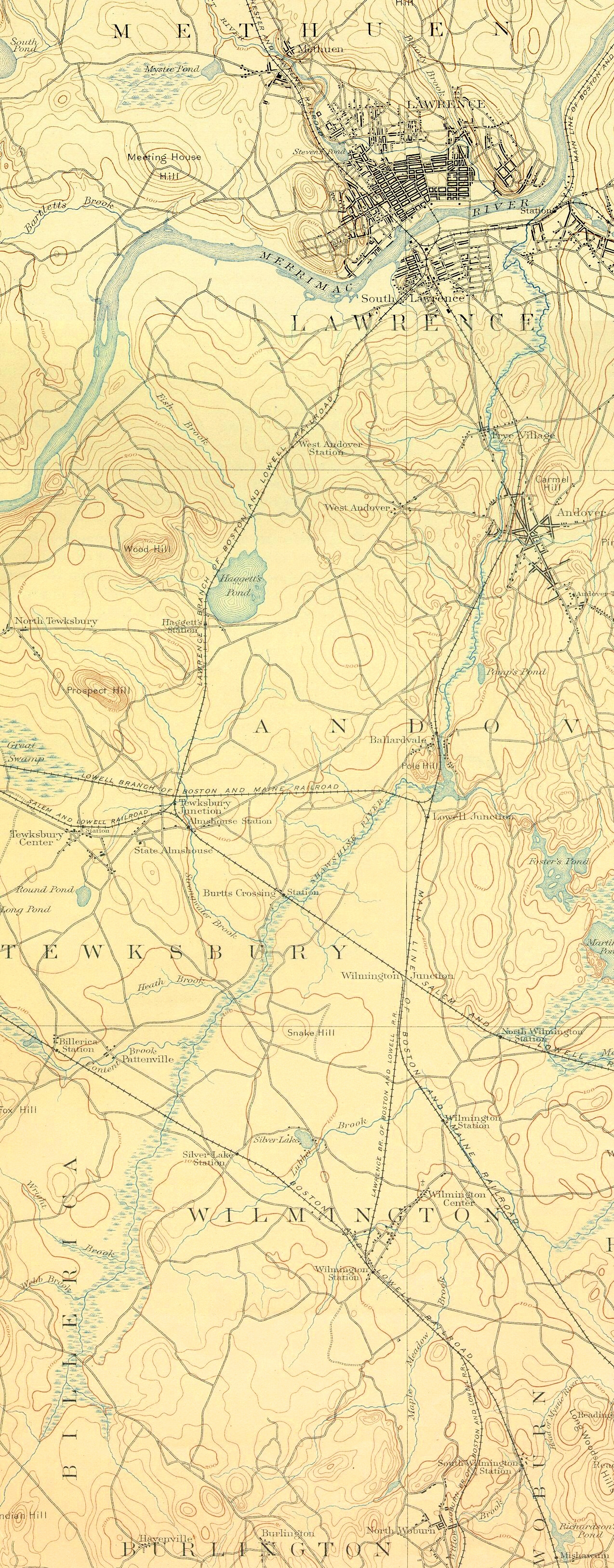
Shawsheen River

沙欣河（Shawsheen River）位于马萨诸塞州东北部，是梅里马克河的支流。沙欣河全长25英里，途径安多佛、劳伦斯等五个镇、市。美国工业革命期间，沙欣河为沿岸的工厂提供了源源不断地动力，大大推动了这一地区的现代化建设。